# トヨタ・bB
bB（ビービー）は、トヨタ自動車で生産（ただし、2代目モデルはダイハツ工業が生産）・販売されていたトールワゴン型の小型車でネッツ店専売車。

## 概要
初代はヴィッツ（NBCプラットフォーム）、2代目はパッソ/ダイハツ・ブーン（Aプラットフォーム）をベースにしていた。

## 初代 NCP3#型（2000年 - 2005年）
シンプルかつ実用的で、ユーザーが手を加えやすいデザインとし、当時マイナーであった日本のカスタマイズ文化が一般に定着されることを前提にして開発された。そのため、2000年1月7日に幕張メッセで開催された東京オートサロンにbB専用ブースを設けた上で、ノーマルカーを一切置かずカスタムカーのみで初披露された。その際、トヨタのカスタマイズ部門モデリスタのストリート・ビレット、ディーラーオプション装着車のキャルルックおよびSUPER V セレクションの3台の他、トヨタが選抜した、当時人気のあったアフターマーケット・メーカーであるダムド、Gスクエア、ヴァルド、データシステム、ゼノン、ジアラ、ラッキースター、ケンスタイルのオリジナルエアロパーツを身にまとったドレスアップ/コンプリートカーの合計11台が展示された。なお、アフターマーケット・メーカーのエアロパーツ共々、日本全国のネッツ店で購入し装着する事が可能であった。
初代ヴィッツシリーズのファンカーゴとプラットフォームを共有し、エンジンは1,300ccと1,500ccの2種類が設定された。スタイルは箱型のアメリカンなもので、20歳代の男性をターゲットとした。箱型のボディ形状からなる広い室内や車体前後の見切りのよさなどもあり、幅広い層のドライバーから人気を得、初期受注は計画の6.5倍の32,500台となった。
なお開発にあたっては、ベースの初代ヴィッツ、ファンカーゴが存在していたこともあり、時代を先取りしたバーチャル・リアリティ（仮想的現実）を用いた試作車のいらない「フルデジタル設計」で製作されている。
TRDからコンプリートカー・「TRDターボ」が発売されていた。また、TRDで研修を修了した各ディーラーのメカニックが「TRDターボ」と同じ製品のターボキットを取り付けるチューニングプランも存在した。

### 年表
- 2000年
  - 1月7日 - 東京オートサロンで発表。
  - 2月3日 - ネッツトヨタ店で発売。キャッチフレーズは「Get Imagination!」。
  - 8月 - 一部改良。車両型式を「GH-」から「TA-」に変更。平成12年排出ガス基準25%低減レベルを達成。
  - 12月 - 一部改良および特別仕様車「マジョーラ」を発売。

EBD付ABSを全車標準装備化したほか、車体色のスーパーホワイトIIがホワイトに差し替えとなった。
特別仕様車「マジョーラ」はマジョーラカラーの専用ボディカラー「エメラルドスペクトラシャイン」を採用した。2001年1月 - 3月までの期間限定生産であった。
- 2001年
  - 6月11日 - ピックアップトラックタイプの「オープンデッキ」の追加および限定車「iバージョン」を発売。

登録区分は4ナンバーではなく、5ナンバー（乗用車）である。車体の変更により、リアコンビランプの位置と寸法を変更する必要が生じ、N14#系ハイラックスの物が流用されている。なおこのモデルのリアエンブレムは通常の「bB」ではなく「OD（オープンデッキの略称）」が採用された。
限定車「iバージョン」はインターネット限定で専用色「ストロングブルーメタリック」で塗装され、専用ユーロサスペンションが装備されていた。
  - 8月 - 専用ボディカラー「ホワイトパールクリスタルシャイン」を採用した特別仕様車「クリスタルホワイトエディション」を発売。2001年12月末までの期間限定生産であった。
- 2002年
  - 1月8日 - 特別仕様車「Z 煌（きらめき）Edition・X Version」を発売。

「Z」をベースに、「X Version」の装備内容に加え、ステンレス製の大型サイドロッカーモールとドアベルトモール、金属調塗装のフロントグリル、メッキ塗装の外装部品（アルミホイール・アウトサイドドアハンドル・ドアミラー）、専用シート&ドアトリム表皮、専用ブラック塗装のインサイドドアハンドルなどを採用し、クラシック調の内外装としたことで存在感を高めた。ボディカラーはブラックとボルドーマイカの2色を設定した。
  - 6月3日 - 特別仕様車「S Wiseセレクション・ナビスペシャル」、および本仕様からナビゲーションを省いた「S Wiseセレクション」を発売。

「S」をベースに、ワイドマルチAVステーションII（GPSボイスナビゲーション付）、UVカット機能付プライバシーガラス（リアドア・クォーターウィンドウ・バックドア）、アンサーバック機能付ワイヤレスドアロックリモートコントロール（キー2本付）、電動格納式リモコンカラードドアミラーなどを装備した。ボディカラーはブラックを含む6色を設定した。
- 2003年
  - 1月8日 - 販売不振により同年3月末で「オープンデッキ」を生産終了するにあたり、ベース車では設定されていない「ペールブルーマイカメタリック」をボディカラーに設定した特別仕様車「オープンデッキ オーシャンズバージョン」を発売。
  - 4月8日 - マイナーチェンジ。キャッチフレーズは「ユニークしてる？」。

バンパーを60mm大型化し、ハニカムメッシュタイプのフロントバンパーグリルやアンダースポイラーを追加。リアライセンスプレート（ナンバープレート）をバンパー付けからバックドア付けに変更し、大型カラードリアライセンスガーニッシュを装備。ボディカラーはオレンジメタリック、ダークグレイッシュオリーブメタリック、ダークブルーマイカ、ブラックマイカの4色を追加した7色に整理。
内装ではステアリングホイールやインパネクラスターのデザインを変更し、イルミネーテッドエントリーやバックドアハンドルに内蔵されたスイッチを軽く押すだけで開けることが可能な電気式バックドアオープナー、ボックスティッシュをそのまま収納できるセンターロアボックスを全車に標準装備し、フロントウィンドウには肌への刺激を軽減する赤外線カットガラスを採用。また、「Z Xバージョン」の2WD車にはVSC&TRCをオプション設定に追加し、「X Version」にはディスチャージヘッドランプを採用。さらに、新グレードとして、「S」をベースにUVカット機能付プライバシーガラス（リヤドア・クォーター・バックドア）、電動格納式リモコンカラードドアミラー等を装備した充実仕様「S W Version」を追加した。
なお今回のマイナーチェンジモデルをベースに、新たに立ち上げたサイオンブランドにてxBの車名で北米でも販売されることとなる。詳細はサイオン・xBを参照。
  - 8月21日 - 「Z」をベースにディスチャージヘッドランプとワイヤレスドアロックリモートコントロールのメインキー2本を装備しながらもベース車と同一の価格設定にした特別仕様車「Z HIDセレクション」を発売。
- 2004年
  - 2月 - 仕様変更。全車で「平成17年基準排出ガス50%低減レベル（☆☆☆）」認定を取得。同年4月には車両本体価格を消費税込の価格に変更。
  - 4月26日 - 新生ネッツ店の誕生を記念し、特別仕様車「Z X Version・煌 NEO Edition」を発売。

「Z」をベースに、「X Version」の装備並びにステンレス製大型サイドロッカーモール、専用アルミホイールを装備するとともに、ドアミラーとアウトサイドドアハンドルをメッキ化。さらに、スポーティーな専用シートを採用した。
  - 9月1日 - 特別仕様車「S W Version・マジョーラII」・「Z X Version・マジョーラII」を発売。

「S」・「Z」をベースに、前者は「W Version」、後者は「X Version」の装備を備えた上で、ボディカラーに光の当たり方や見る人の位置によりダークレッドからカーキに変化する「アガットスペクトラシャイン」を採用した。
- 2005年
  - 7月28日 - 特別仕様車「S W Version・HIDセレクションII」・「Z HIDセレクションII」を発売。

「S」・「Z」をベースに共通装備としてディスチャージヘッドランプとワイヤレスドアロックリモートコントロールのメインキー2本を装備し、前者は「W Version」の装備品を、後者はリアプライバシーガラスを特別装備した。
  - 11月[3] - 生産終了。在庫対応分のみの販売となる。
  - 12月 - 2代目と入れ替わる形で販売終了。

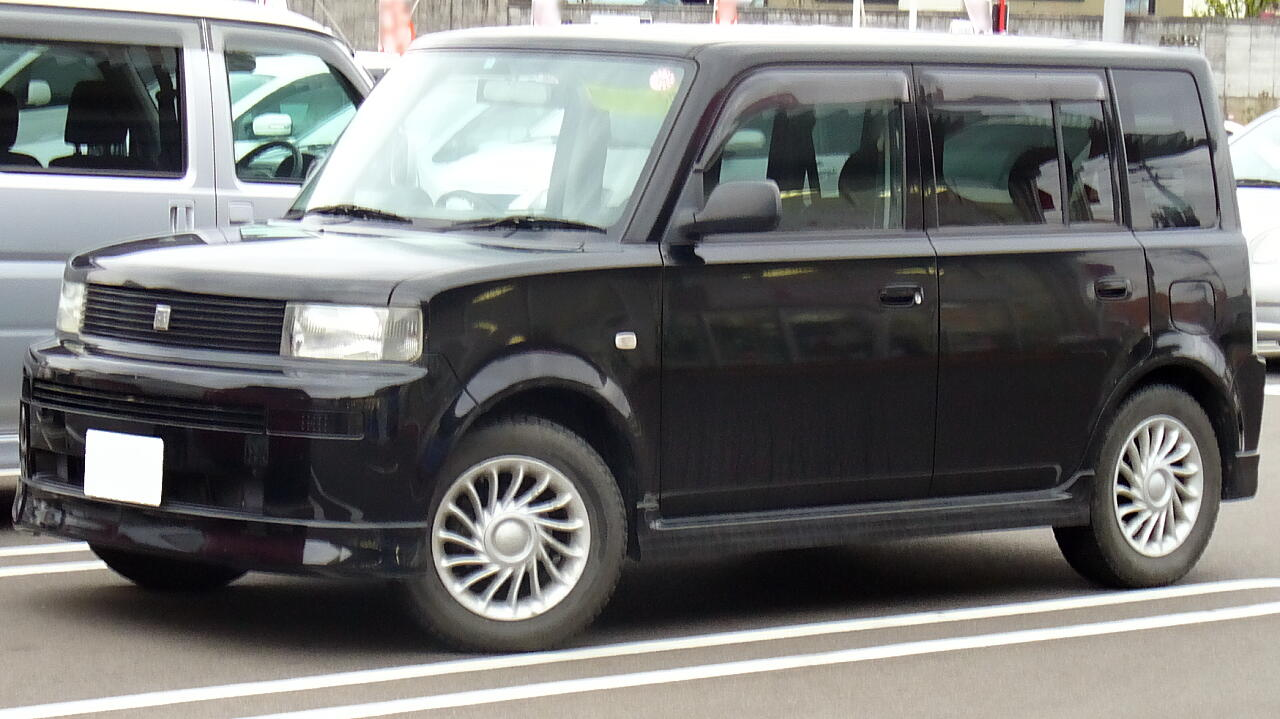
前期型（エアロ）
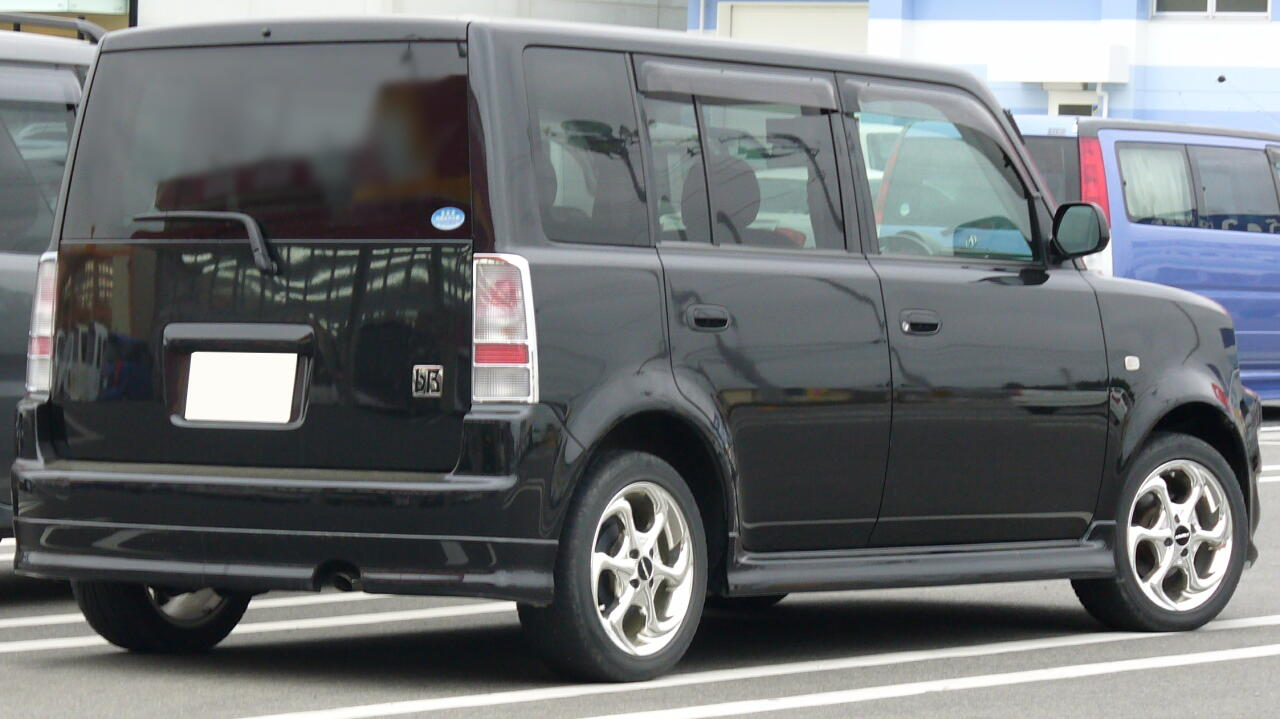
前期型（エアロ リア）
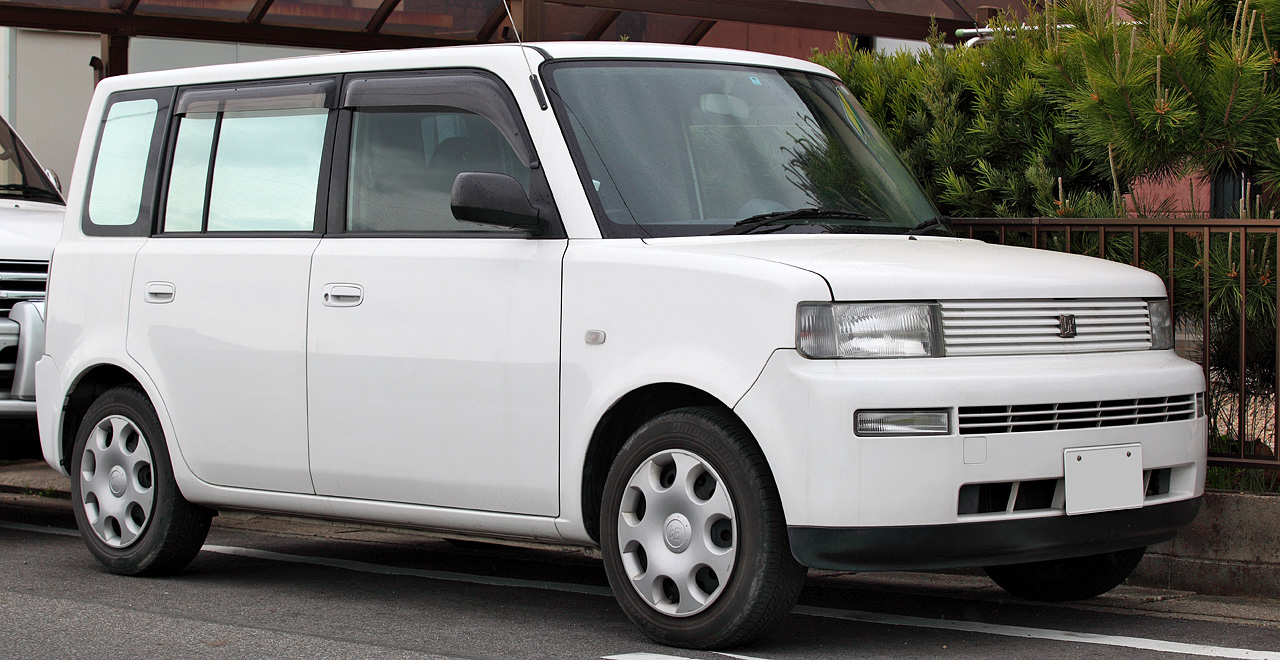
前期型（標準）
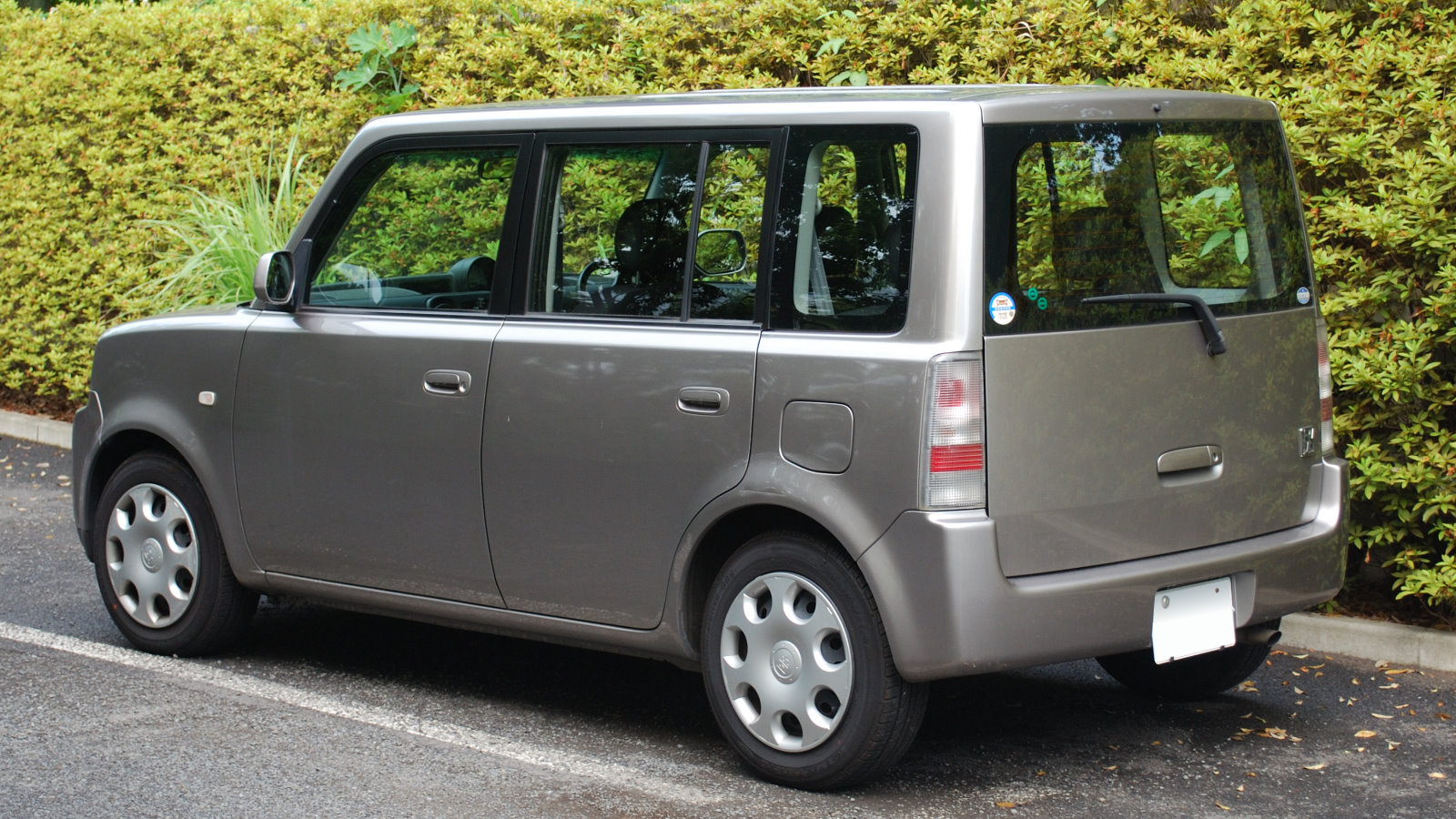
前期型（リア）
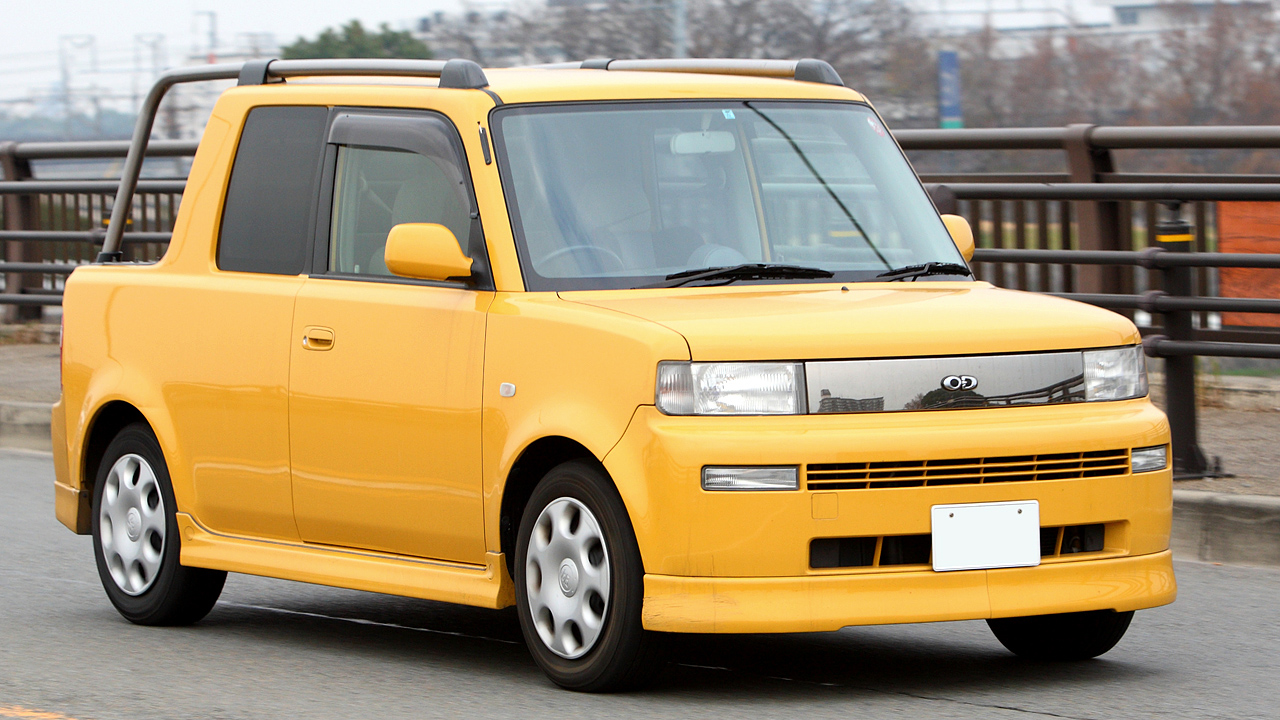
オープンデッキ
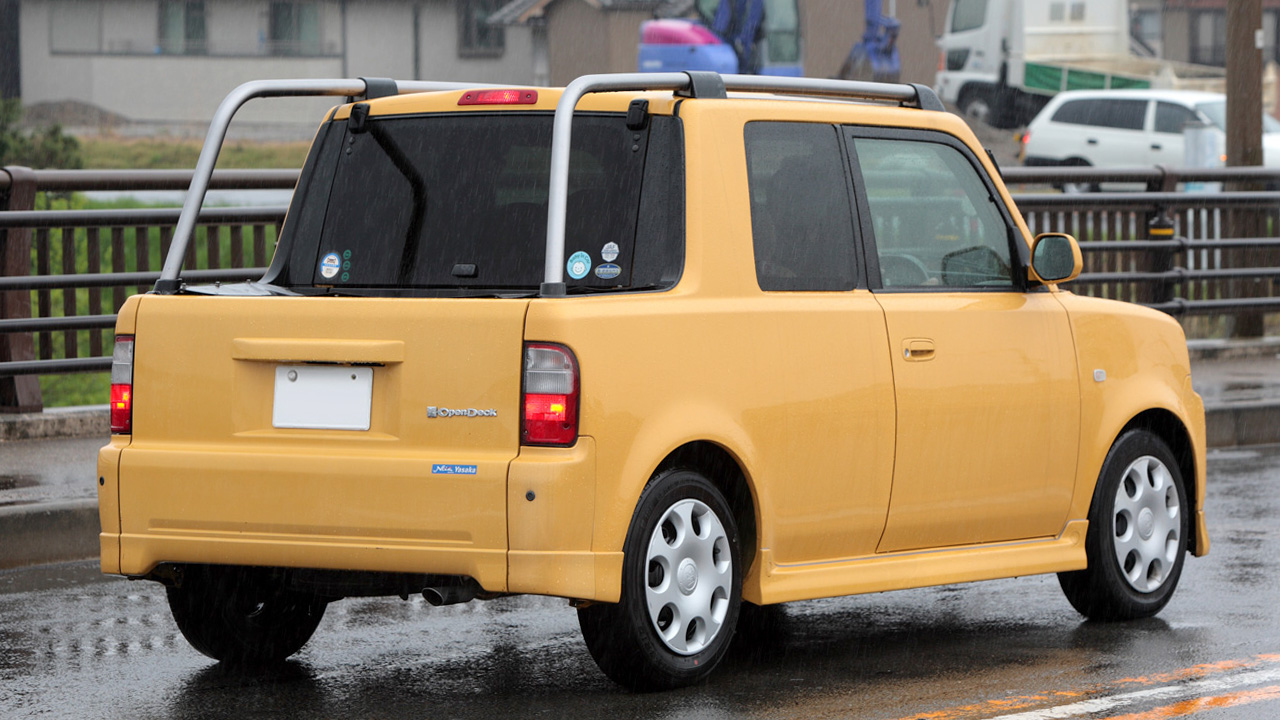
オープンデッキ（リア）

## 2代目 QNC2#型（2005年 - 2016年）
先代はヴィッツと同じプラットフォームをベースとしたが、2代目はコストと最小回転半径を小さくするため、パッソ（ブーン）用プラットフォームにベースが変更された（実際、最小回転半径は初代比0.6m縮小され4.9mとなった）。しかし、ホイールベースの延長によって居住性を高め、1.5Lエンジン（詳細は後述）も設定されるなど、パッソより車格が上がっていた。
目標月間販売台数は5,000台（2005年12月当時）と発表されている。先進的かつ迫力あるデザインと若者の心を刺激するオリジナリティあふれる装備内容が評価され、初代bB同様前期型の販売は好調に推移し、発売から1か月間で月販目標台数5,000台の約2.5倍にあたる約1万2,500台を受注。初代に引き続き、若年層のみならず幅広い年齢層から好評を得た。
エクステリアデザインは、初代では「箱」を強調していたが、当時大ヒットとなっていたホンダ・フィットや2代目日産・キューブに対抗するため、先進性も取り入れ、うねりを効かせたさらに派手なデザインとなった。フロントグリルにはネッツ店専売車種であることを表す楕円形に「N」をかたどったエンブレムが付けられ、初代ではバックモニター付車除き装着されていなかったトヨタのCIエンブレムもリアドアに装着された。リアコンビネーションランプの形状は、以前販売されていたWiLL VSにも似た形状となっていた。またアウタードアハンドルが初代のフラップ式からグリップ式に、リアナンバープレートの位置が初代のバックドア上からバンパー上に、それぞれ変更となった。
ダイハツブランドでは、「クー」の名称で2006年5月8日に発売された。外装はおとなしめなデザインとなり、装備も実用性を重視し、bBとの差別化を図っていた。なお、2代目はベース車やクー同様ダイハツ工業で生産されていた。2008年4月10日にトヨタ自動車・ダイハツ工業・富士重工業の3社による業務提携強化を発表し、その一環として、OEM車種のスバル・デックスが同年11月13日に発表・発売された。
快適装備面では、特にオーディオ関連の装備を充実させており、最上級グレードの「Z Q Version」ではコンパクトカーとしては異例の9スピーカーやAUX端子を備え、デジタルオーディオプレーヤーなどのポータブル機器を接続することも可能。さらにPレンジに入っているときのみ使用でき、フロントのシートを沈み込ませることにより、外からの視線をさえぎり、快適な姿勢でくつろぐことのできる「マッタリモード機能付フロントシート」を全グレードに設定していた。グレード体系は「S」・「Z」の2体制を継続し、「X Version」も初代に引き続き設定されたが、「Z」には新たに前述の「Q Version」が設定された。
エンジンは刷新され、1.3Lダイハツ製K3-VE型と、新開発のダイハツ製1.5L3SZ-VE型エンジンが設定された。共に直4DOHC16バルブ。これにより低排出ガス性能が高められ「平成17年基準排出ガス75%低減レベル（☆☆☆☆）」認定を取得し、2WD車は「平成22年度燃費基準」も達成した。
北米市場向けのサイオン・xBは引き続き2007年まで生産され、日本国外向けカローラセダン /オーリス/ブレイドなどに使用されている新MCプラットフォームを流用したコンセプトモデル・サイオン・t2Bを元に全面改良され、日本市場向けのbBと袂を分かつことになる。なお、同車は国内市場でも2007年10月に「カローラルミオン」の名称で発売された。
当初は同じコンパクトトールワゴンであるファンカーゴと統合される予定であったが、結局はそれぞれフルモデルチェンジすることとなり、ファンカーゴは車名も変えてラクティスとなった。
販売的には、2009年4月以降に実施されたエコカー減税の対象外であったことが影響し、かなりの苦戦を強いられた。兄弟車であったクーやデックスの販売が終了した後も、bBは2016年8月末まで販売が継続され、発売から10年を超えるロングランモデルとなった。

### 年表
- 2005年
  - 10月22日 - 東京モーターショーにて、「クルマ型MUSIC PLAYER」をテーマにしたコンセプトモデル「bB CONCEPT」を発表。
  - 12月26日 - フルモデルチェンジ[6]。キャッチフレーズは「トヨタのMUSIC PLAYER」。
- 2006年5月31日 - 「Z」で好評を得ているCD・AM/FMマルチ電子チューナー付ラジオ、アームレストコントローラー、9スピーカーなど「光と音」を演出するための装備を充実させた「S Q Version」を追加。
- 2007年
  - 1月23日 - 特別仕様車「S Garnet edition」を発売。

「S」をベースに、上級グレードで採用されているキーフリーシステム（バックドア連動・電波式・アンサーバック機能付）、電動格納式リモコンカラードドアミラー、盗難防止システム（エンジンイモビライザーシステム）を装備し、機能面を充実するとともに、シャイニングレッドとミントブルーメタリックオパールの2つの専用ボディカラーを設定した。
  - 8月28日 - 一部改良および特別仕様車「S Garnet edition II」を発売。

全車にサイドターンランプ付カラードドアミラー、ルームランプ、パーキングブレーキ戻し忘れ防止ブザーを採用するとともに、ボディカラーには同年1月に発売された「S Garnet edition」の限定色だったシャイニングレットとミントブルーメタリックを新色として追加した。また、「Q Version」はスピーカーを2か所追加して11スピーカーとなる。
特別仕様車「S Garnet edition II」は同年1月に発売された「S Garnet edition」のバージョンアップ仕様で、新たにディスチャージヘッドランプ（オートレベリング機能付）を追加装備した。
- 2008年10月6日 - マイナーチェンジ。キャッチフレーズは「Be My bB!」。

「S」・「Z」はフロント周りやリアコンビネーションランプのデザインなどを変更し、シンプルで親しみのあるデザインに。一方で従来の「X Version」・「Q Version」を刷新した「Aeroパッケージ」・「Aero-Gパッケージ」は力強いブロックメッシュを採用した新フロントグリルを採用し、リアコンビネーションランプやアルミホイールのデザインを変更し、ワイルドで個性的なデザインとした。ボディカラーはグレイッシュパープルメタリックオパール、パールホワイトI、シャンパンゴールドメタリックの3色を追加し、全10色となる。
室内ではシート表皮のデザインを変更し、運転席・助手席にコンビニフック、助手席シートバックにファスナー付マルチポケット（Aero-Gパッケージを除く）をそれぞれ追加。「S」・「Z」はベージュのシートカラーを追加（一部ボディカラーでは設定不可）した。「マッタリモード機能付フロントシート」は、「リラックス（休息）モード機能付フロントシート」に改名し「Aero-Gパッケージ」専用装備として設定を継続。
新グレードとして、「Z」をベースに、キーフリーシステム（バックドア連動・電波式・アンサーバック機能付・電子カードキー1本）、盗難防止システム（エンジンイモビライザーシステム）、専用アルミホイール、本革巻き3本スポークステアリングホイールなどを装備した「Z Lパッケージ」を追加した。しかし、リーマンショックに端を発する世界不況とエコカー減税の対象外であることが影響し、販売状況は前期型に比較して激減した。
- 2009年8月19日 - 特別仕様車「S HIDセレクション」を発売。

「S」をベースに、ディスチャージヘッドランプ（オートレベリング機能付）、フロントフォグランプを特別装備すると共に、特別内装色に「オリーブドラブ」を設定し、ボディカラーは専用色の「マルーンブラウンマイカ」を含む4色を設定した。キーフリーシステムとエンジンイモビライザーシステムを追加装備した「キーフリーシステム装着車」もラインナップする。
- 2010年7月2日 - 一部改良。

「Z Aero-Gパッケージ」にディスチャージヘッドランプ（オートレベリング機構付）を追加装備し、また、ボディカラーに「ライトグリーンメタリック」、インテリアに「オリーブドラブ」をそれぞれ追加設定した。なお、JC08コールドモードへの対応により、低排出ガス車認定レベルが「平成17年基準排出ガス50%低減レベル（☆☆☆）」へ格下げ。
- 2011年11月24日 - 一部改良および新パッケージ「煌（きらめき）」を追加。

ボディカラーに「ブロンズオリーブパールメタリック」を追加設定し、「Aero-G Package」にはリアシートにスライド機構を追加した。
新パッケージ「煌（きらめき）」は「Aero Package」の装備に加え、鏡面のように仕上げたフロントメッキグリルをはじめ、内外装のいたるところにめっき加飾を施し、アームレストで室内のイルミネーションの調整ができるアームレストコントローラーや11スピーカーを採用するなど煌き感を演出し、光と音を楽しむ個性をより一層際立たせる。リラックス（休息）モード機能付フロントシートは廃止。ボディカラーは「ブラックマイカメタリック」を含む4色を設定している。
- 2013年2月21日 - 一部改良および新パッケージ「煌-G」を追加。

ボディカラーに「パールホワイトIII」を追加。また、パッケージ体系の見直しにより、「Aero Package」と「Aero-G Package」を廃止した。
新パッケージ「煌-G」は「煌（きらめき）」の装備内容に加え、ファブリック&合成皮革の専用シート表皮を採用するとともに、ディスチャージヘッドランプにLEDクリアランスランプを追加し、リアシートスライド機構、アームレストコントローラー（イルミネーション・オーディオ）も標準装備した。
- 2014年8月8日 - 一部改良（9月1日販売開始）[7]。

VSC&TRC、ディスチャージヘッドランプ&LEDクリアランスランプを全車に標準装備して安全面を強化。外観は「S」・「Z」に15インチアルミホイールを採用。「S"煌"」・「Z"煌"」にはメッキ調サイドモールテープを採用し、スーパーUVカット・IRカット機能付フロントドアガラスを標準装備。「Z」・「Z"煌"」にはキーフリーシステムをオプション設定した。
ボディカラーは「S」・「Z」専用色の「グレイッシュパープルメタリックオパール」を廃止する替わりに、「S"煌"」・「Z"煌"」専用色の新色として、「ムースピンクパールメタリック（オプションカラー）」を追加した。
なお、今回の一部改良に伴い4WD仕様が全て廃止されるとともに、パッケージ体系が見直され「煌-G」及び「Z」に設定されていた「L Package」を廃止した。
同年末までの新車登録台数の累計は20万2254台。
- 2016年
  - 6月 -「シャイニングレッド」および「ブロンズオリーブパールメタリック」のボディーカラーの生産を終了。
  - 7月29日[9] - オーダーストップ、ならびに上記以外の残りの全ボディーカラーの生産を終了。それ以後は全て在庫のみの販売となる。
  - 8月26日[10] - 車種整理の対象、および販売終了に伴い、ホームページの掲載を終了。これにより、およそ16年の歴史に幕を下ろす。後継車は3ヶ月間の空白期間後に発売されたタンクとなったが、2020年5月以降はネッツ店で扱われることがなかった姉妹車のルーミーも扱われることとなり、結果的にタンクは同年9月14日に実施されたルーミーのマイナーチェンジに伴い、吸収される形でそのまま販売終了（≒ブランド廃止）となった。

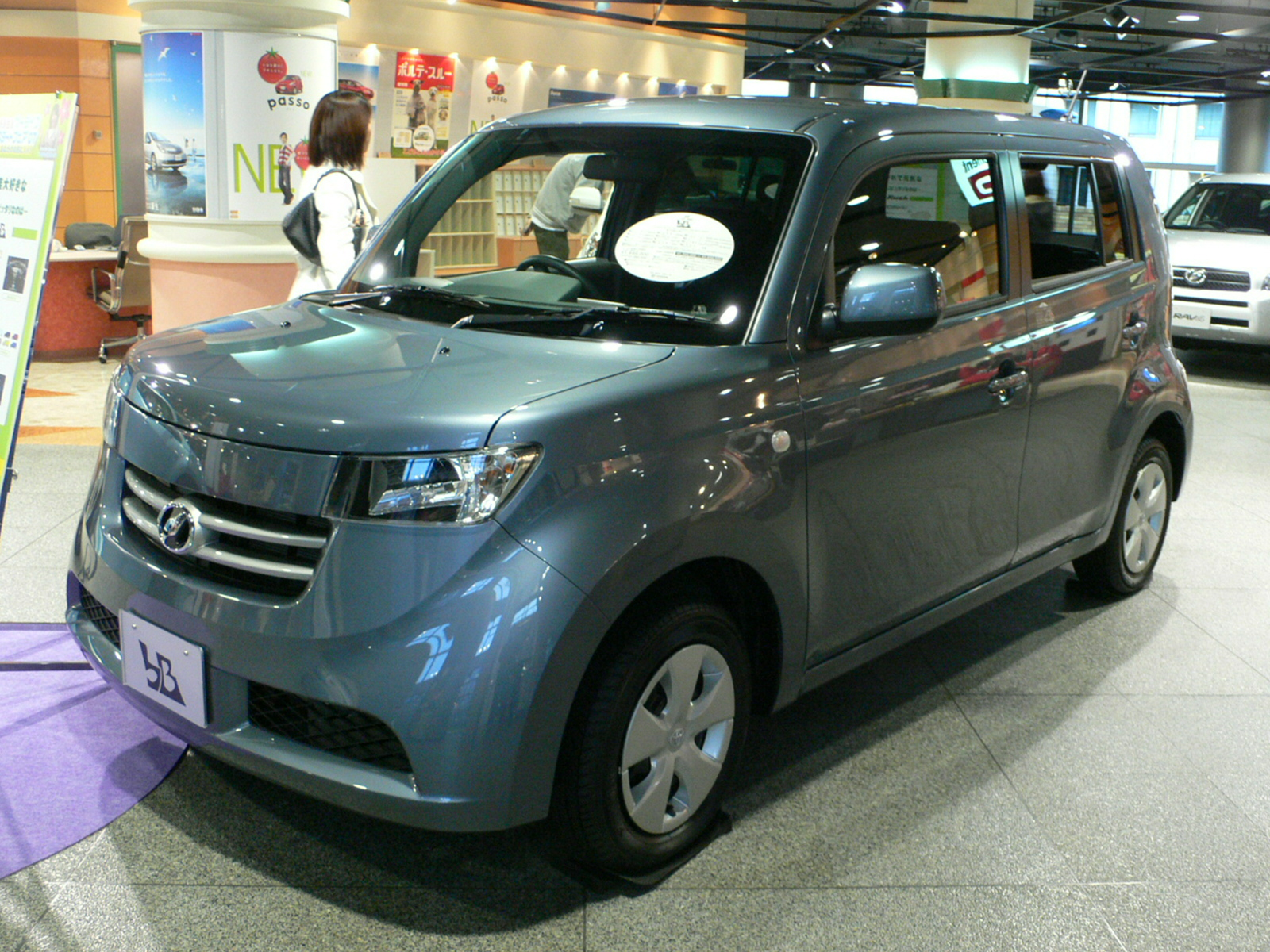
前期型フロント S/Z
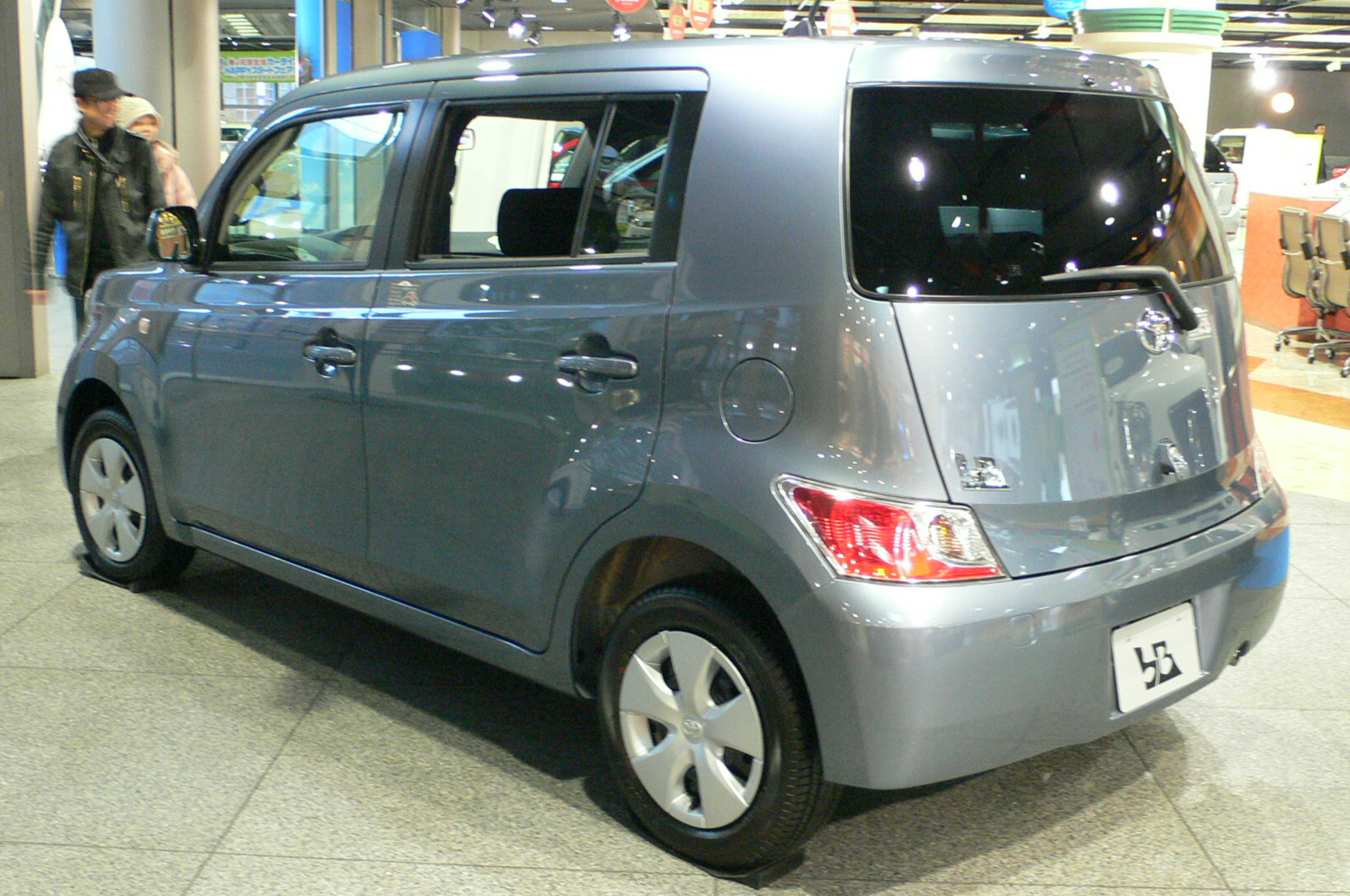
前期型リア S/Z
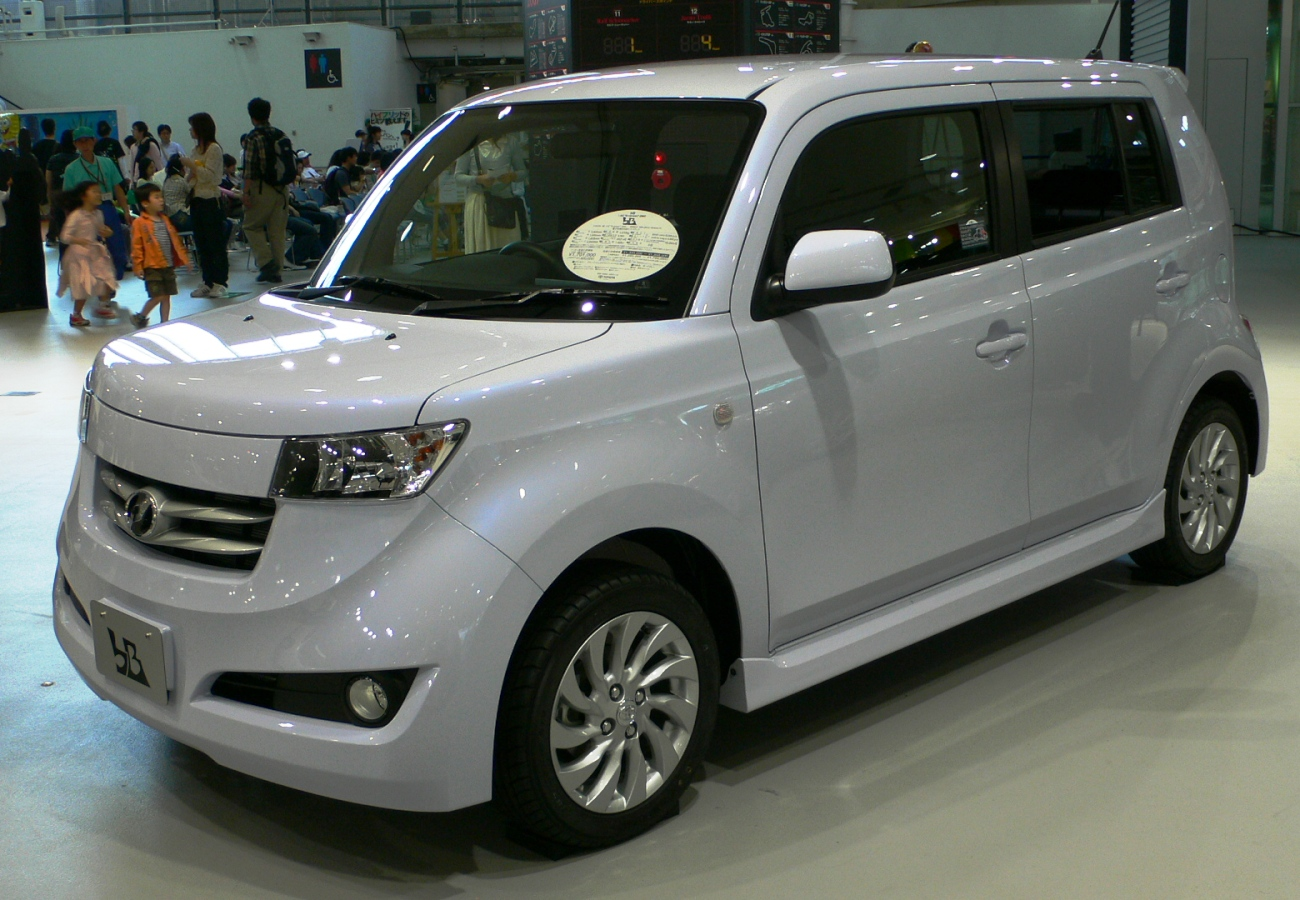
前期型フロント　X/Q version
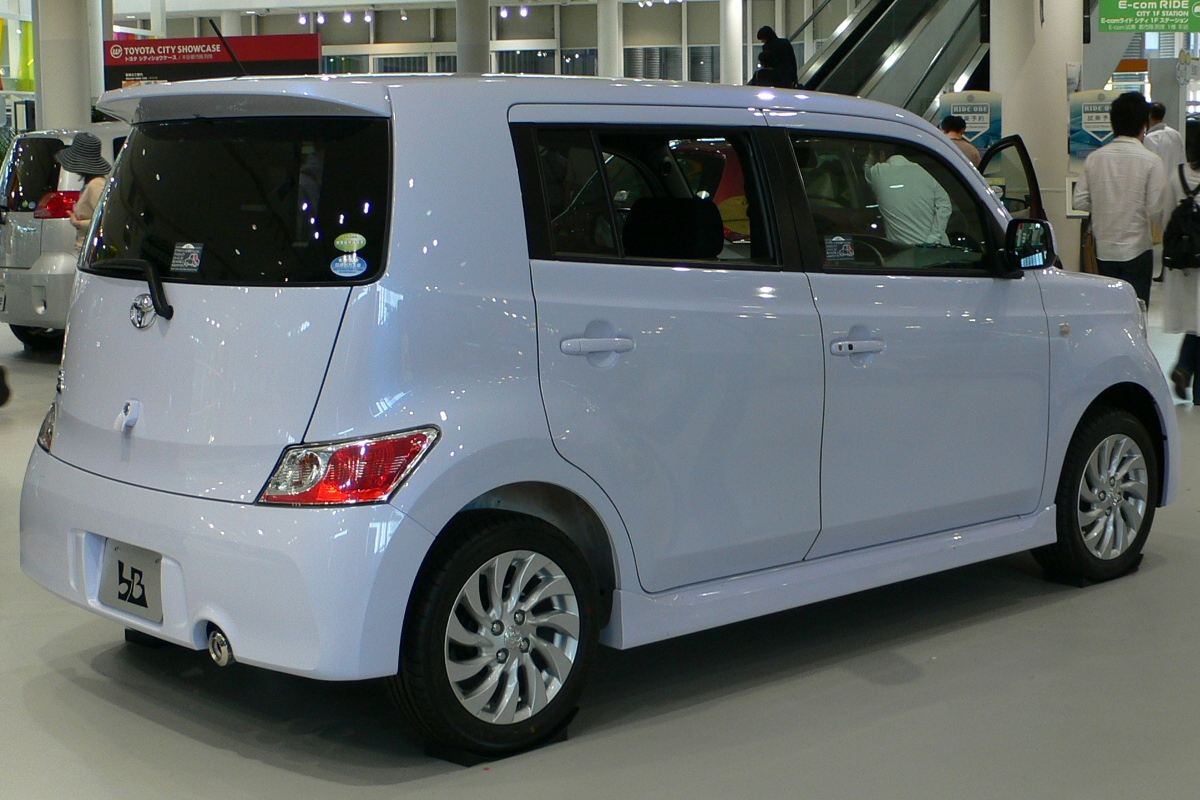
前期型リア　X/Q version

## 車名の由来
ブラックボックス (black Box)の頭文字から命名された。なぜ小文字と大文字か、という疑問であるが、それは実際の車体が黒ではないことと、子供も大人も楽しめることを意味している。

## プロモーション
- 初代のCM楽曲はWiggleが担当し、CM楽曲を集めたCD「bB The Original Soundtrack」も発売された。
- 2代目は音楽を楽しめる車がコンセプトであったため、CMでは音楽を重視しており、2005年12月発売型はMTVとコラボレーションした「MTV TOYOTA MASH UP PROJECT」を発足し、第1弾として布袋寅泰の「BATTLE WITHOUT HONOR OR HUMANITY」とRIP SLYME「FUNKASTIC」のマッシュアップ「BATTLE FUNKASTIC」、第2弾として米米CLUB「ア・ブラ・カダ・ブラ」とHOME MADE 家族「アイコトバ」のマッシュアップの「アイコトバはア・ブラ・カダ・ブラ」を展開し、CMソングとした。その他にも、CHARAの「trophy」を起用。2008年10月発売型はCOMPLEXの「BE MY BABY」[注釈 4]が使用された。
- 2012年に新パッケージ「煌（きらめき）」と漫画『TOUGH』とのコラボレーションが行われ、特設サイトと週刊ヤングジャンプにおいて描き下ろしマンガが掲載された[11]。

## その他
bBは当初からカスタマイズされることを想定していたため、多くのメーカーからbB用のエアロパーツがラインナップされ、さまざまな形にカスタマイズされている。最近では初代モデルをベースに、全長をストレッチしてリムジン仕様に改造されたモデルまで出現している。ちなみにリムジン仕様は、沖縄県の宿泊施設で宿泊客送迎用に使われている。